# サバスティーヤ
座標: 北緯32度16分 東経35度11分 / 北緯32.267度 東経35.183度

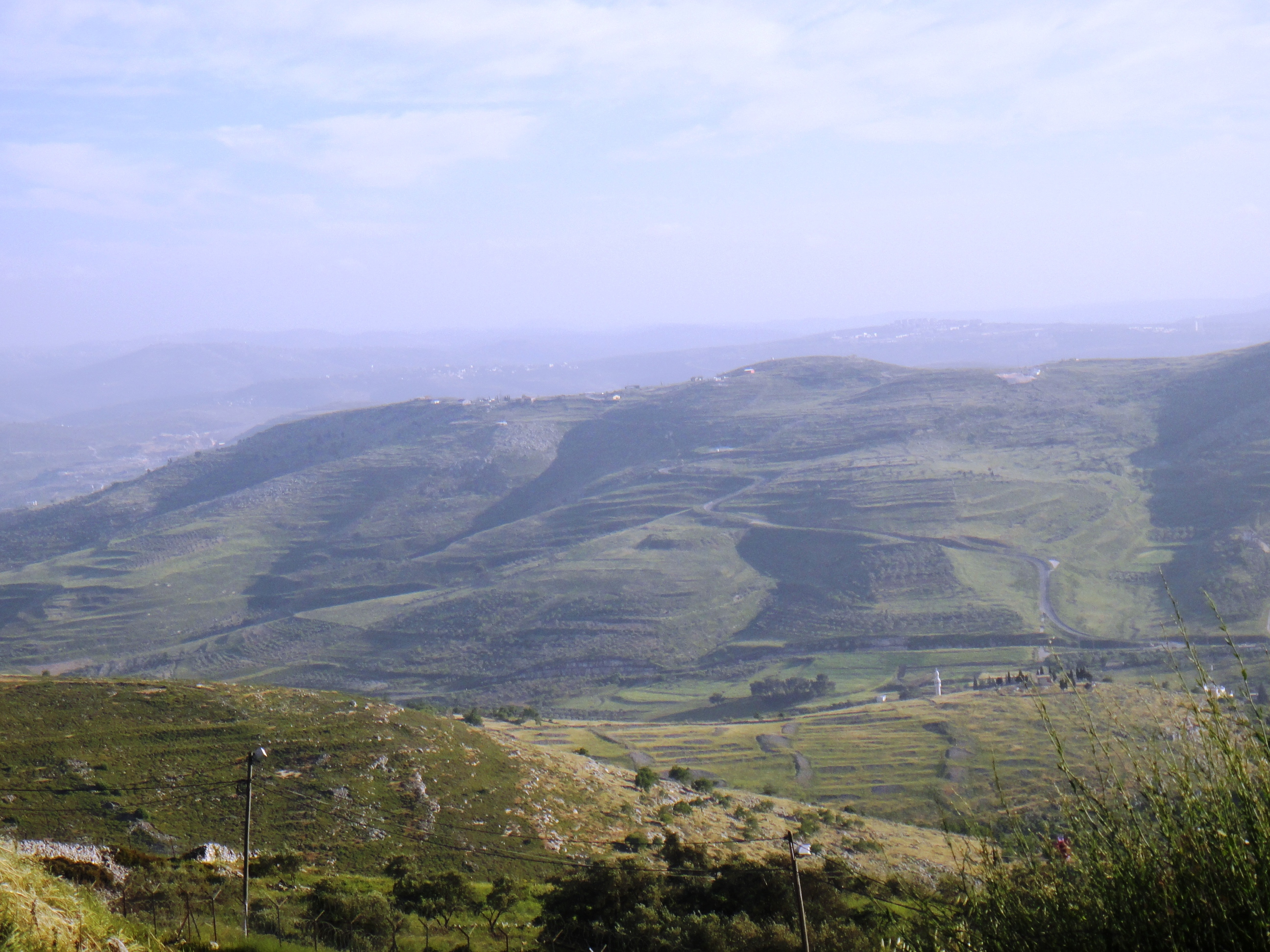
かつてサマリアの都があった丘

サバスティーヤ(サバスティヤ・セバスティア など、سبسطية, Sebastiya, Sabastīyah, Sevastiya, Sebastia) は、ヨルダン川西岸地区北部・パレスチナ自治政府統治エリアの村。ギリシャ語名セバステー (Σεβαστη, Sebastē)、ラテン語名セバステ (Sebaste)。
古名サマリア・サマリヤ (Samaria)。ただし「サマリア」は、西岸北半一帯、あるいは古代には現在のイスラエル領にもまたがる一帯の地域名としても使われ、たとえばサマリア人はその意味である。
サマリア地域の中心都市ナーブルスの北西10kmに位置する。人口は3,205人（2017年国勢調査）。
北イスラエル王国の首都だったが、現在の住民は主にアラブ人（パレスチナ人）である。

## 歴史

### 先史
カナン人などによる遺跡が残る。

### 古代（サマリア）

北イスラエル王国（☆はサマリア）
南ユダ王国（☆はエルサレム）

アッシリア捕囚による強制移住。左下に 、その下に とある。

紀元前9世紀に、北イスラエル王国のオムリ王が、シェメル（ショムロン）から山を銀2タラント（ニカル）で買い取り、そこに首都を建設した。なお、現在のセバスティヤの町はこの山の斜面に位置する。この都市は、シェメルにちなみ、サマリア（サマリヤ）と名づけられた。シェメルは人名とする説が有力だが、詳細は不明。のちには、シャマル（守る）に掛けられ、「律法を守る者」の意味とされた。
その後、アッシリア王シャルマネセル5世がサマリアを攻め、サマリア王ホセアに朝貢を課した。ホセアはエジプトのソ王に入貢し救援を求めたが、シャルマネセルに発覚し、シャルマネセルはホセアを捕え、サマリアを3年間包囲した。紀元前722年（ホセア9年）、サマリアは占領され、北イスラエル王国は滅亡した。
この直後、シャルマネセルは死去し、サルゴン2世がアッシリア王に就いた。サルゴンにより、イスラエル人はアッシリアの各地に強制移住させられ（アッシリア捕囚）、旧イスラエル王国（サマリア地域）へはアッシリア人やアラム人が移住した。サマリアはユダヤ人支配の根拠地となり、ユダヤ人からは悪徳の街とみなされた。
紀元前331年にアレクサンドロス3世、紀元前108年にはヨハネ・ヒルカノス1世により都市は破壊された。紀元前63年、古代ローマのポンペイウスにより再建された。

### 古代（セバステ）
紀元前27年、アウグストゥスがヘロデ大王にこの都市を献上した。ヘロデは都市を再建・拡大し、セバステ (Σεβαστη, Sebastē) と改称した。これはアウグストゥスの称号の1つで、ギリシャ語で「尊敬すべし」を意味し、ロシアのセヴァストポリとも同語源である。現在のアラビア語名サバスティーヤの元である。

### 中世
十字軍時代にはエルサレム王国の司教座がおかれた。当時の教会跡が今も残る。

### 近現代
西岸地区の他の地域同様、1947年の国連パレスチナ分割決議ではアラブ人地区となり、1948年–1949年の第一次中東戦争でヨルダンによる占領下におかれ、1967年の第三次中東戦争でイスラエルによる占領下に置かれた。